# Hôpital Caroline
L’hôpital Caroline a été construit entre 1823 et 1828 par Michel-Robert Penchaud sur l'île de Ratonneau, au large de Marseille.

## Historique
Le but de cet hôpital était d'accueillir les voyageurs arrivant sur Marseille et qui étaient mis en quarantaine, notamment lors de soupçons d'épidémie de fièvre jaune.
Cet hôpital porte le prénom de la duchesse de Berry, Caroline de Bourbon-Siciles (1798-1870).
La construction répondait à plusieurs préoccupations des services sanitaires :
- nécessité d'avoir un lieu aéré, car on compte sur le vent pour chasser les miasmes de la maladie ;
- proximité de la mer pour faciliter les communications, et permettre de pomper l'eau dont on a besoin pour laver les sols ;
- isolement strict, pour la quarantaine ;
- facilité de garde et de surveillance.

Le projet exécuté à partir de 1823 peut abriter 48 malades et 24 convalescents. Tous sont cantonnés dans des quartiers distincts, isolés entre eux, coupés de l'extérieur par une enceinte. Au centre du dispositif, la capitainerie est le lieu d'où l'on peut tout voir, se rendre partout. À mi-chemin entre malades et convalescents, la chapelle visible de tous prend la forme d'un temple grec. Parties vitrées entre les colonnes, permettant aux malades d'assister aux offices depuis les fenêtres des dortoirs, son podium sert de sas pour entreposer matériel et médicaments nécessaires aux malades.
L'architecture est en parfaite adéquation avec l'usage qui doit en être fait, et les bâtiments construits avec la plus stricte économie. On trouve donc partout répété un module de base à réaliser avec des éléments calibrés, que l'on a pu produire en série.
Les conditions de navigation moderne ont fait rapidement paraître obsolète le nouveau lazaret comme instrument de quarantaine, en même temps que le débat scientifique autour des épidémies faisait évoluer le comportement des médecins envers les malades. L'hôpital Caroline a surtout servi aux militaires malades de retour d'Afrique ou de Crimée. Transformé en 1850 par l'architecte Vaucher, il forme avec le port de Pomègues et celui du Frioul, le complexe du « Lazaret des îles », considéré comme le plus vaste et le meilleur de Méditerranée. 
L'hôpital est utilisé jusqu'en 1941, lors d'une épidémie de typhus dans les prisons. 
Il est détruit par les bombardements aériens à la libération de Marseille en août 1944, et abandonné, jusqu'à l'acquisition des îles par la ville de Marseille en 1978. L'hôpital fait l’objet d’une inscription au titre des monuments historiques depuis le 5 août 1980.
Aujourd'hui en cours de restauration par l'association ACTA VISTA, l'hôpital Caroline accueille diverses animations. La plus connue est le festival MIMI, porté par l'Aide aux musiques innovatrices (A.M.I). Ce festival se tient chaque année mi-juillet dans la cour de l'ancien hôpital et présente des artistes innovants venus de tous les horizons, musicaux ou géographiques.

## La restauration du site

### L'Association Caroline
De 1978  à 2004, l'Association Caroline œuvre pour la réhabilitation du site qui était alors à l'abandon. Dans les années 1970, deux élèves architectes, Philippe Boudou et Sophie Bertran de Balanda, en font leur projet de fin d'étude. Avec eux et quelques autres, un groupe de Marseillais procèdent alors à la création d'une association de restauration de l'hôpital Caroline au début des années 1980, l'Association Caroline, dont Jean Briand sera le premier président, suivi par André Bigo, qui présidera cette association durant 17 ans, de 1985 à 1998. En 1980, l'hôpital obtient son classement en tant que monument historique.
L'Association Caroline a obtenu une concession de la ville de Marseille au début des années 1980, puis s'est appuyé sur la fédération Remparts pour démarrer les travaux de restauration au travers du bénévolat estival, avec l'appui de l'architecte des bâtiments de France qui suivait les projets et les travaux. Elle a ensuite bâti un partenariat avec la prison des Baumettes pour faire des chantiers de réinsertion tout au long de l'année au bénéfice des détenus en fin de peine. La ville de Marseille fut durant ces années de restauration le principal partenaire financier de l'Association Caroline, suivie du conseil général. C'est ainsi que l'Association Caroline a successivement restauré le pavillon Saint-Roch (qui fut le premier lieu de vie avec cuisine, dortoirs et bureaux), puis l'ancienne infirmerie (qui fut convertie d'abord en atelier, puis  en chambres d'accueil), puis la morgue (qui fut le nouvel atelier), s’ensuivit le pavillon des entrées (qui fut le logement du directeur de chantier), le pavillon de bains (converti en toilettes et douches pour une part et en cuisine restaurant pour l'autre part).
L'association s'est ensuite attelée à la restauration du pavillon Chevalier Roze, dont la restauration était bien avancée quand la Ville de Marseille a récupéré le site en 2007.
La chapelle centrale, élément déterminant et symbolique de ce site, fut également restaurée par l'Association Caroline avec l'aide de compagnons bâtisseurs, sous le contrôle de l'architecte des bâtiments de France, avec un marbre d'orientation gravé sur le sol. Elle est implantée au beau milieu de l'ensemble architectural du site. L'architecte a voulu cet espace aéré pour cette chapelle chrétienne, permettant de disperser les microbes, tout comme les bâtiments alentour permettant aux malades d'entendre la messe sans quitter leur habitation. Une autre chapelle en surplomb du port de quarantaine permettait aux passagers des navires en attente d'écouter la messe depuis le pont de leur navire.
On peut aussi mentionner de nombreux travaux annexes, comme la restauration du mur d'enceinte, la restauration de deux petits pavillons d'angle, la consolidation en l'état des ruines du pavillon symétrique de Chevalier Roze.
La vie associative et culturelle de ce lieu fut très vivante avec les concours chaque été du festival des îles animé par le directeur du théâtre de Lenche Maurice Vinçon, également le festival des Nuits métisses, qui produisit Césaria Evora, entre autres. Ces activités eurent un public nombreux, fidèle et enthousiaste.

### Les chantiers école du patrimoine Acta vista
En 2007, l'Association Caroline cesse son activité. L'Association Acta vista, spécialiste de la restauration du patrimoine historique et de la formation aux métiers du patrimoine, se voit alors confier la restauration du site par la ville de Marseille. Grâce à ses chantiers de formation aux métiers du patrimoine et à ses équipes de compagnons formateurs en partenariat avec la DRAC et L'ABF, le service du patrimoine de la ville, Acta vista a intégralement conforté et mis en sécurité le site, restauré le pavillon Chevalier Roze, avec l'hélitreuillage de la charpente de plus de six tonnes taillée et assemblée sur place par ses équipes, sauvegardé et restauré la façade du pavillon des intendants, conforté ceux de la capitainerie, et des entrées, réalisé la couverture de plus de 1 300 m2. Depuis 2007, plus de 500 personnes demandeuses d'emploi ont été embauchées, formées et qualifiées par Acta vista sur ce chantier de formation pour la restauration et la sauvegarde de l'hôpital Caroline.

### Les Amis de Michel-Robert Penchaud
Cette association créée en 2007 a pour but : 
- de promouvoir et d’améliorer la connaissance de Michel-Robert Penchaud au travers de l’œuvre architecturale qu’il a laissée ;
- la mise en valeur et la restauration de l'ensemble architectural de l'hôpital Caroline, chef-d’œuvre architectural de Michel-Robert Penchaud ;
- la mise en œuvre d'animations et d'actions artistiques, culturelles ou sociales sur ce site ;
- la protection de la faune et de la flore et la mise en valeur paysagère sur et autour de ce lieu[3].

Grâce à la ville de Marseille et en particulier à Monsieur André Malrait, adjoint au Maire de Marseille délégué au Patrimoine de Marseille, en collaboration avec l'Association ACTAVISTA restaurant les lieux, l'Association Frioul Terre des Artistes et son président Christian Devuyst(en résidence permanente sur l'archipel du Frioul) a ouvert officiellement le site au public le premier samedi de chaque  mois. Des visites guidées y sont organisées toute l'année par l'association depuis octobre 2015 avec l'aval des autorités de l'évènementiel de la Ville de Marseille.